# Hannah John-Kamen

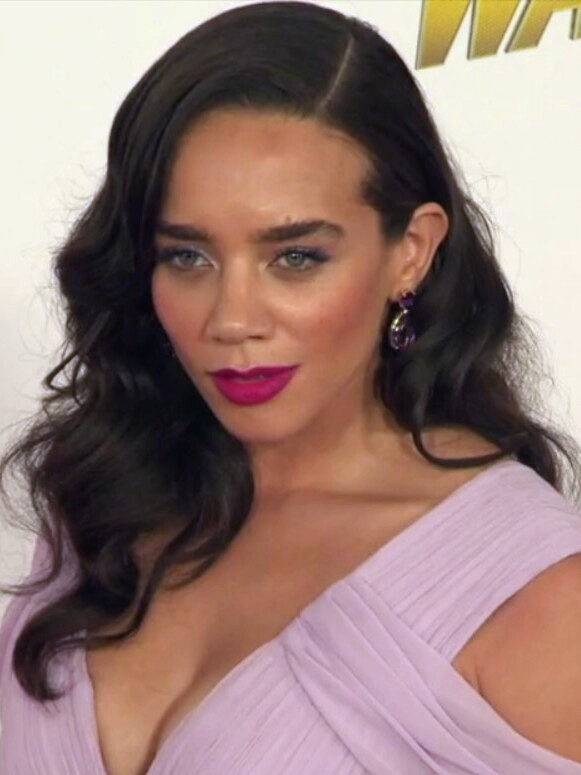
Hannah John-Kamen (2018)

Hannah Dominique E. John-Kamen (ur. 6 września 1989 w Anlaby) – angielska aktorka, która wystąpiła m.in. w filmie Ant-Man i Osa oraz serialu Killjoys.

## Filmografia

### Film
| Rok  | Tytuł                                  | Rola                        | Uwagi |
| ---- | -------------------------------------- | --------------------------- | ----- |
| 2015 | Gwiezdne wojny: Przebudzenie Mocy      | oficer Najwyższego Porządku | cameo |
| 2018 | Tomb Raider                            | Sophie                      |       |
| 2018 | Player One                             | F’Nale Zandor               |       |
| 2018 | Ant-Man i Osa                          | Ava Starr / Ghost           |       |
| 2021 | SAS: Zamach w Eurotunelu               | Sophie Hart                 |       |
| 2021 | Resident Evil: Welcome to Raccoon City | Jill Valentine              |       |
| 2023 | Unwelcome                              | Maya                        |       |

### Telewizja
| Rok     | Tytuł                       | Rola                     | Uwagi                         |
| ------- | --------------------------- | ------------------------ | ----------------------------- |
| 2011    | Wyklęci                     | Carly                    | 1 odc.                        |
| 2011    | Czarne lustro               | Selma Telse              | odc. „Fifteen Million Merits” |
| 2012    | Morderca z Whitechapel      | Roxy                     | 2 odc.                        |
| 2012    | Czas prawdy                 | Rosa Maria Ramírez       | 4 odc.                        |
| 2014    | Śmierć pod palmami          | Yasmin Blake             | 1 odc.                        |
| 2014    | Happy Valley                | Justine                  |                               |
| 2015    | Cucumber                    | Violet                   |                               |
| 2015    | Arka Noego                  | Nahlab                   | film TV                       |
| 2015    | Banana                      | Violet                   |                               |
| od 2015 | Killjoys                    | Dutch / Aneela           | główna rola                   |
| 2016    | The Tunnel                  | Rosa Persaud             |                               |
| 2016    | Gra o tron                  | Ornela                   | 2 odcinki                     |
| 2016    | Czarne lustro               | Sonya                    | odc. „Playtest”               |
| 2019    | Ciemny kryształ: Czas buntu | Naia                     | głos                          |
| 2020    | The Stranger                | The Stranger             | gł. rola; 8 odc.              |
| 2020    | Brave New World             | Wilhelmina 'Helm' Watson | 9 odc.                        |